# Centrale électrique de Toppila
La centrale de Toppila (finnois : Toppilan voimalaitokset) est une centrale électrique située dans le quartier de  Toppila du district de Koskela à Oulu en Finlande. 

## Présentation
C'est l'une des plus grandes centrales thermiques brulant de la tourbe au monde, avec une puissance installée de 210 MW et une puissance thermique de 340 MW. L'installation exploite deux unités de Toppila 1 de 75 MWe et Toppila 2 de 145 MWe. 
La chaudière a été produite par Tampella et Ahlstrom, et les turbines ont été fabriquées par Zamech, LMZ et Ganz. La centrale est exploitée par Oulun Energia.